# Evermannichthys bicolor
Evermannichthys bicolor és una espècie de peix de la família dels gòbids i de l'ordre dels perciformes.

## Hàbitat
És un peix marí, de clima tropical i demersal que viu entre 27-30 m de fondària.

## Distribució geogràfica
Es troba a l'Atlàntic occidental central: illa de Navassa.

## Observacions
És inofensiu per als humans.